# Avoca (Iowa)
Avoca è una città degli Stati Uniti, situata nella Contea di Pottawattamie, nello Stato dell'Iowa.

## Geografia fisica
Avoca è situata a 41°28′44″N 95°20′14″W. La città ha una superficie di 5.52 km² interamente coperti da terra. Avoca è situata a 364 m s.l.m.

## Società

### Evoluzione demografica
Al censimento del 2010, Avoca contava 1.506 abitanti e 439 famiglie. La densità di popolazione era di 272,83 abitanti per chilometro quadrato. Le unità abitative erano 711 con una media di 128,80 per chilometro quadrato. La composizione razziale contava il 98,8% di bianchi, lo 0,2% di afroamericani, lo 0,1% di nativi americani, lo 0,1% di asiatici e lo 0,1% di altre razze. Ispanici e latini costituivano il 1,9% della popolazione.